# ミニパト
『ミニパト』は『機動警察パトレイバー』の世界・人物設定をもとにした短編アニメシリーズ。

## 概要
本作品は、フルCGのデジタルアニメとして製作された。最先端の技術を駆使して製作されているものの、全体的に強くデフォルメがかかった人形劇のような、ペープサート調のパタパタアニメになっている。本作品は短編3本から成っており、そのうちの1本が『WXIII 機動警察パトレイバー』の前に上映された。
登場人物については機動警察パトレイバーの登場人物を参照。
第1話「吼えろ リボルバーカノン!」
特車2課第二小隊隊長・後藤喜一による、侵徹弾道学の視点から見るイングラムの主力武器・37mmリボルバーカノンの解説。兵器としてのパトレイバーを振り返る。
第2話「あヽ栄光の98式AV!」
特車2課整備班整備員・シバシゲオによる、過去のロボットアニメの歴史から遡って見る第二小隊の主力装備98式AVイングラムの解説。ロボットとしてのパトレイバーを振り返る。
第3話「特車二課の秘密!」
特車2課第一小隊隊長・南雲しのぶによる、警察機構の立場から見た特車2課の生い立ちと立場、維持運営に関わる内部事情から、過去これまでに特車2課（主に第二小隊と整備班）が働いてきた数々の悪事をレポート形式で解説（過去の劇場版の場面がデフォルメ画で次々と回想される）。アニメとしてのパトレイバーを振り返る。

## スタッフ
- 原作 - ヘッドギア
- 企画 - 渡辺繁、川城和実、薬師寺衛、小坂恵一、石川光久
- 監督 - 神山健治
- 脚本・音響プロデュース・演出コンセプト - 押井守
- キャラクターデザイン・作画 - 西尾鉄也
- プロデューサー - 杉田敦、福島正浩、三本隆二
- 制作 - Production I.G
- 製作 - バンダイビジュアル、東北新社、Production I.G

## 主題歌
「果たし合いカナ?」
作詞 - 児島由美 / 作編曲 - 川井憲次 / 歌 - 兵藤まこ

## こぼれ話
当初は『人狼 JIN-ROH』のDVD化に際し、キャラデザインを担当した西尾鉄也がプロダクションI.Gのホームページ内で連載していた筆ペンイラストコラム「ジバクちゃん」をアニメ化し特典化しようという試みだったが、それがいつの間にか『パトレイバー』のデフォルメ作品という企画に変化し、最終的には劇場公開まで漕ぎ着けた。決して最初は押井守主導の企画などというわけではなく、「かつての『パトレイバー』に関わっていたプロダクションI.Gに身近な人間」「自分たちが勝手に作ると、単なるパロディにしかならない」「『御先祖様万々歳!』の冒頭の鳥の薀蓄みたいなものを」ということで押井に白羽の矢が立った。監督は西尾の指名で神山健治が担当した。
押井は「3DCGでアナログなパタパタアニメをやれ」と指示した。参考・お手本となる引用元がなかったため、神山・西尾は悩んだが、「西尾が描いたキャラクターを割り箸に貼り付けて操演し、それを撮影した映像をベースにCG素材を制作する」という手法で完成させた。
そんな経緯もあってか、本編の作画はほぼ全て西尾鉄也1人の手によるもの（3DCGは例外。また、第一話冒頭にカットインされる『マジンガーZ』風のセルアニメパートのみI.Gの新人原画スタッフを起用）。筆ペンによる独特のタッチがそのまま反映されている。押井も「西尾鉄也という才能なくしてこの作品は完成しなかった」と語る。劇場公開からしばらく経ち、ゲーム版の作画も手がけたが、そのときは「1000枚以上の絵を大量に描かされて、写経しているような気分になった」らしい。
西尾はプリプロ段階のアナログ人形劇によるテスト撮影の時点でもキャストの声まで担当していた。公開前に発売されたチケマガ（前売りチケットとメイキングDVDがセットになったもの）では「後藤隊長 声:西尾鉄也」のテロップが入っていた。
I.Gにはかつての『パトレイバー』関係の資料がほとんど残されていなかったため、元々（セリフを暗記しているほどの）熱烈な『パトレイバー』ファンだった西尾や神山らが自前で当時の資料ムック本を持参し、設定資料にあてたという。
第2話で語られている内容は押井の著作『メカフィリア』の98式AVに関する項と一部重複する。単行本化以前に「モデルグラフィックス」誌に掲載された原稿を脚本に反映させた物である。
第2話で主演した千葉繁は熱演のあまり口の中を4箇所切った。
第3話に登場する二課の食料状況や高速艇による漁獲の設定は、やはり押井が脚本を担当したテレビシリーズ第三話「こちら特車二課」に登場した物の流用で、今回は視点を南雲に切り替え、さらに細かい描写と大胆な脚色を加えた物になっている。
第3話は当初劇場版第二作目に登場した荒川を「特車二課調査報告書（なぜ運営できているのか、その資金源を探る）」という形で語り部に据える予定だったらしい。これは元々NHKの番組で、荒川役の竹中直人と押井が対談した際に「どんな役でもいいからまた押井作品に使って欲しい」と竹中がコメントしたことを念頭に置いてのものだった。そこで押井は自信満々に竹中の携帯に連絡をとるが、いつの間にか番号が変わってしまっていたために断念したという。その後に製作された『イノセンス』で竹中の押井作品再出演が実現している。
本作品の劇場公開から三年後の2005年にはPSP用ソフト『かむばっくミニパト』としてゲーム化されている。監督は藤咲淳一が務めている。押井によれば映画化当時よりゲームの構想はあったらしく、当初はPS2用に企画されていたものだった。押井としては春、夏、秋、冬の4部作とし、それぞれに兵藤まこのオープニングテーマをつけ、ゲームが出そろったら兵藤まこのアルバムを出そうと考えていたが、結果的に1本にまとまった。エグゼクティブプロデューサーの鵜之澤伸は発表記者会見上で「（このソフトが）3万本売れれば、あと3本作ります! 5万本売れれば『立喰師列伝』もPSPに…」と豪語したが、結局それは叶わなかった。
劇伴は他の「パトレイバー」シリーズ同様に川井憲次が手がけた。従来の劇場版シリーズで使用された曲のセルフパロディが多くを占める。川井本人も特に上機嫌で仕事に臨んだという。『機動警察パトレイバー 2 the Movie』で使用された楽曲（進士が作戦説明をするシーンで流れていた「IXTL」と推測される）から突如演歌調のアレンジに転調する「涙の高速艇、出漁す」などは、川井発のアイディア。押井には当初「軍艦マーチ」のイメージが頭にあったが、この案に大ウケし、即採用となった。

## 機動警察パトレイバーかむばっく ミニパト
特車二課の活躍を描いたゲーム作品。

### 概要（ゲーム）
本作品は『ミニパト』本編に繋がらない、完全に独立した内容となっている。ストーリーパートの特車二課による事件鎮圧とフリーパートのダンジョン探索に分れた構成となっている。

### あらすじ
ある日、桟橋で釣りを楽しんでいた後藤のもとに街中でレイバーが暴れていると連絡が入る。予算の都合で第一小隊が出せないと言葉を受けると後藤は二つ返事で出動要請に応じるのであった。

### システム
ストーリーを進めるためのレイバー鎮圧パートと、徳川埋蔵金が隠されているという特車二課棟裏の地下にあるダンジョンに潜り埋蔵金とアイテムを手に入れる二つのパートがある。レイバー鎮圧は東京の各所でなぜか同時多発している事件を一つ一つ鎮圧してゆくというものだが、銃で建造物に穴を開けたり、被弾すると多額の請求が回ってくる。請求で所持金がマイナスになると破産してゲームオーバー。そのため、マリオ風の面クリア型アクションゲームに切り替わるダンジョンに潜り埋蔵金を入手し、資金源を調達することがほぼ必須となる。このパートは自由パートなため、その話で何度でも潜ることが可能。途中で怪物などに倒されて全滅しても途中で入手した埋蔵金やパーツが無くなるだけでデメリットはない。ステージ間の移動は扉によって行われるが、最後のステージに扉はなくステージ1まで戻って来なければいけない。逆に、ある程度アイテムを入手して地上に戻るということもできる。マリオなどとの違いは特殊能力を持った特車二課の面子を最大3人まで連れていけることと、連続した壁蹴りができるということ。怪物に対する攻撃は基本的にハリセンだが、大田のみ中距離射程のライアットガンを使用できる。また、パートを進めるために泉野明を操作して特車二課を自由に散策できる。声は後藤喜一のみフルボイス。各キャラクターのセリフを代弁するが「おれが言ってるんじゃないよ」と注釈が入る。声が後藤のみ収録されているのはゲーム内で「大人の事情」と後藤が語っている。

### その他
破産すると画面いっぱいに破産の文字で埋め尽くされるがこれはGB版の『機動警察パトレイバー 狙われた街 1990』であったBABELで埋め尽くされる謎の画面のオマージュのようなもの。